# جايسون هولت
جايسون هولت (بالإنجليزية: Jason Holt)‏ (19 فبراير 1993 بإدنبرة في المملكة المتحدة - ) هو لاعب كرة قدم إسكتلندي في مركز الوسط. شارك مع منتخب إسكتلندا تحت 19 سنة لكرة القدم ومنتخب إسكتلندا تحت 20 سنة لكرة القدم ومنتخب إسكتلندا تحت 21 سنة لكرة القدم. أما مع النوادي، فقد لعب مع ريث روفرز وشيفيلد يونايتد ونادي رينجرز وهارت أوف ميدلوثيان.

## وصلات خارجية
- جايسون هولت على موقع الاتحاد الإسكتلندي (الإنجليزية)
- جايسون هولت على موقع قاعدة بيانات كرة القدم.إي يو (الإنجليزية)
- جايسون هولت على موقع Soccerbase.com (لاعب) (الإنجليزية)
- جايسون هولت على موقع Soccerway.com (الإنجليزية)